# Styrsjöbo
Styrsjöbo är en by och småort i Leksands socken i Leksands kommun i Dalarna. På dalmål kallas byn Styssbudan.
Styrsjöbo ligger vid Styrsjöns strand och gränsar till byn Heden. Området har varit bebott sedan stenåldern och det har även funnits fäbodar på platsen. Den nuvarande byn etablerades under 1600-talet.
I byn finns en bystuga och i byns utkant ett ridhus. Vandringsleden Siljansleden går genom byn.